# Koniarka

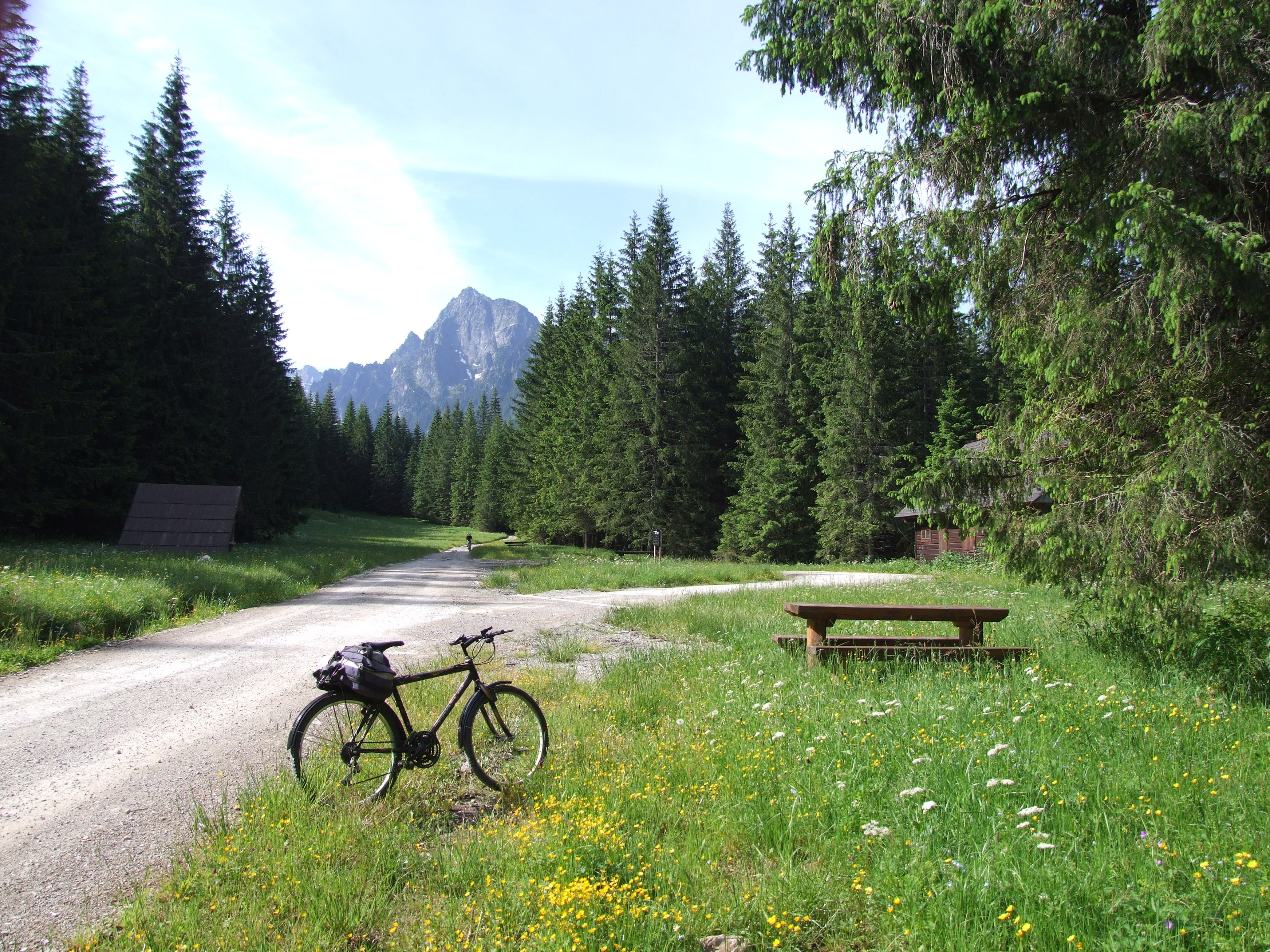
Koniarka i widok na Mlynarza

Koniarka (słow. Koniarka) – polana w Dolinie Białki w słowackich Tatrach Wysokich. Znajduje się w odległości około 3 km od Łysej Polany, około 200 m na południe od Polany Biała Woda. Dawniej w literaturze opisywano ją jako górną część Polany Biała Woda, jednak jest to odrębna polana, gdyż oddzielona jest pasem starego lasu o szerokości około 200 m. Słowacy od dawna nazywają ją Koniarką. Stoi na niej duża szopa na siano.
Przez Koniarkę prowadzi droga i znakowany szlak turystyczny. W środkowej części polany odgałęzia się w kierunku wschodnim nieznakowana droga prowadząca do Doliny Rozpadlina.
Polana znajduje się na obszarze ochrony ścisłej Tatrzańskiego Parku Narodowego.

## Szlaki turystyczne
Łysa Polana – Dolina Białki i Białej Wody – Rohatka. Czas przejścia do polany Biała Woda: 40 min, ↓ 40 min